# La terre du milieu
La terre du milieu è il primo mixtape del gruppo rap Sexion d'Assaut, a quel tempo di nome 3e Prototype.

## Tracce
1. Intro - (Barack Adama & Lefa)
2. En Direct De La Terre Du Milieu - (Maître Gims, Lefa, Barack Adama, JR O Crom & Maska)
3. Nous Néglige Pas - (Maître Gims, Barack Adama & Lefa)
4. Ici - (Maître Gims, Barack Adama & Maska)
5. 9ème Zone Arrive ... - (Maître Gims)
6. Façon Gore Feat. L'Insolent (L'Institut) - (Lefa, Maître Gims & Barack Adama)
7. Freestyle Feat. Doomams - (JR O Crom & Lefa)
8. 100 Mesures À L'Arrache - (Barack Adama)
9. Écoute ! Feat. Black M - (Barack Adama & Lefa)
10. On T'A Humilier ... - (Maître Gims, JR O Crom & Lefa)
11. La Fin Des Temps - (Maska & Lefa)
12. Ça Va Ça Vient Feat. Balisitk - (Barack Adama, Maska & Lefa)
13. J'Suis Dans Les Temps - (Maître Gims)
14. C'est le Rap qui te Parle feat. Anraye - (Anraye & Black Mesrimes)
15. Interlude (RMak)
16. Kiff Le Somor - (Maître Gims)
17. Y T'Reste Un Round ? Feat. L'Insolent (L'Institut) - (Maître Gims, JR O Crom & Lefa)
18. Un Monde Parfait - (Lefa)